# Mikhail Fradkov
Mikhail Iefímovitch Fradkóv, em russo:  Михаи́л Ефи́мович Фрадко́в, (Samara, 1 de setembro de 1950) é um político russo. Ocupou o cargo de primeiro-ministro da Rússia, de 5 de março de 2004 a 12 de setembro de 2007, quando  apresentou a sua demissão.
Nascido numa família judaica, estudou Desenho Industrial no Instituto de Desenho de Ferramentas de Moscovo e também é formado em Comércio Exterior. Em 1971, era representante econômico da Rússia na embaixada do país na Índia, aonde ficou até 1973, voltando depois a Rússia, onde ocupou diversos cargos no governo. Em 1991, foi o representante da Rússia no Acordo Geral de Tarifas e Comércio o GATT. Finalmente em março de 2004 Fradkov foi indicado primeiro ministro, posteriormente aprovado pela Duma.
Sua nomeação como primeiro ministro foi tida como uma surpresa por vários analistas, tendo em vista que ele não é uma pessoa muito ligada ao núcleo do governo de Vladimir Putin. Alguns observadores russos declararam que seu "status" de relativa neutralidade no cenário político foi um fator determinante na sua escolha. É tido pelo governo como uma pessoa séria, profissional e experiente.